# 田中壽一
田中 壽一（たなか じゅいち、1886年（明治19年）10月5日 - 1960年（昭和35年）11月11日）は、日本の物理学者。学校法人名城大学創設者。福岡県山門郡柳河町（現・福岡県柳川市）出身。

## 経歴
柳河尋常小学校、柳河高等小学校、福岡県立中学伝習館（現・福岡県立伝習館高等学校）、東京高等工業学校（現東京工業大学）電気科電気機械分科を卒業（明治42年）。卒業後逓信省（現総務省）に入り、電気事業者届出落成電気工作物の検査・監査に当たった。その当時の部下が後に東海大学を創立した松前重義である。明治45年（1912年）4月、明治専門学校（現九州工業大学）助教授となったが、大正4年（1915年）8月東北帝国大学理科大学物理学科（現東北大学理学部）に入学して勉学に励んだ。大正7年（1918年）同校を卒業し、東京芝浦製作所に研究員として勤務、翌8年（1919年）、東北帝国大学の助教授となった。そのころ、助手には後の東京大学総長茅誠司がいた。大正11年（1922年）文部省の在外研究員として主にドイツに留学、2年後の大正13年（1924年）7月に帰国、浜松高等工業学校（現静岡大学工学部）教授に任ぜられ、初代電気工学科長となった。当時の部下であった高柳健次郎は日本初のテレビジョンを開発した。
大正15年（1926年）同校を休職し、かねてからの念願であった私立学校の設立を志して名古屋に移り、夜間の名古屋高等理工科講習所を開設。その後名城大学、名城大学短期大学部、名城大学附属高等学校を設置。1960年病没。
名城大学附属高等学校には胸像がある。